# Gotra (geslacht)
Gotra is een geslacht van insecten uit de familie van de gewone sluipwespen (Ichneumonidae).

## Soorten
- G. actuaria (Tosquinet, 1903)
- G. acutilineata (Cameron, 1905)
- G. albospinosa (Smith, 1859)
- G. annulipes (Cameron, 1906)
- G. anthracina (Tosquinet, 1903)
- G. bimaculata Cheesman, 1936
- G. carinifrons Cameron, 1903
- G. caveata Cheesman, 1936
- G. cyclosiae (Cameron, 1905)
- G. doddi Cheesman, 1936
- G. emaculata (Szepligeti, 1916)
- G. errabunda Cheesman, 1936
- G. erythropus (Cameron, 1905)
- G. eversor (Tosquinet, 1903)
- G. formosana (Szepligeti, 1916)
- G. fugator (Seyrig, 1952)
- G. fuscicoxis Cheesman, 1936
- G. gilberti (Turner, 1919)
- G. hapaliae (Rao, 1953)
- G. interrupta Kusigemati, 1986
- G. latispina (Cameron, 1907)
- G. literata (Brulle, 1846)
- G. longicornis Cameron, 1902
- G. luctuosa (Brulle, 1846)
- G. maculata (Szepligeti, 1908)
- G. marginata (Brulle, 1846)
- G. novoguineensis (Szepligeti, 1916)
- G. octocincta (Ashmead, 1906)
- G. ominosa (Tosquinet, 1903)
- G. philippinensis (Ashmead, 1904)
- G. pomonellae (Cameron, 1912)
- G. punctulata Cheesman, 1936
- G. ryukyuensis Kusigemati, 1986
- G. serendiva (Fernando, 1956)
- G. simulator (Tosquinet, 1903)
- G. stirocephala (Cameron, 1912)
- G. striatipleuris (Cameron, 1911)
- G. unicolor (Turner, 1919)
- G. varipes (Cameron, 1903)